# جون إس. برينر
جون إس. برينر (بالإنجليزية: John S. Brenner) هو سياسي أمريكي، ولد في 1 مارس 1968 في الولايات المتحدة. حزبياً، نشط في الحزب الديمقراطي.